# Rimski carski novac

## Natpisi na novcu
Na rimskim carskim novcima nalaze se (uz vrlo rijetke iznimke) natpisi i likovi glava vladara ili članova njihovih obitelji. Natpis na aversu novca često objašnjava lik, odnosno glavu osobe na njemu prikazane. Ako je novac većeg formata obično je i natpis dulji. Natpisi su redovno dulji i na početku vladanja pojedinog vladara, a tokom daljnjih godina redovito se skraćuju. To pravilo vrijedi za rimski carski novac u načelu sve do polovice III. st. poslije Krista Otada natpisi postaju sve kraći tako da se u IV st. poslije Krista (poslije smrti cara Konstantina I. Velikog) svode na kratku tipiziranu formulu. Kad ličnost jednog cara postane dovoljno poznata podanicima skraćuje se njegovo ime, ali se zato tokom njegovog vladanja povećavaju njegovi atributi i broj počasnih službi. Takvim povećanjem odnosno promjenom u titulaturi na novcima pojedinog vladara mogu se utvrditi i važni historijski podaci o događajima u vrijeme njegovog vladanja. 
Kao primjer - natpis na aversu jednog novca cara Domicijana (81. – 96.) s razriješenim kraticama carskog naslova: IMP(erator) CAES(ar) DOMIT (ianus) AUG(ustus) GERM(anicus) P(ontifex) M(aximus) TR(ibunicia) P(otestate) XI(undecimum) IMP(erator) XXI (vigesimoprimo) C0(n)S(ul) XVI (undecimosexto) CEN(sor) P(erpetuus) P(ater) P (atriae).
Od Augusta do Dioklecijana (31. – 305. poslije Krista) na čelu natpisa nalazi se redovito titula IMP(erator)vladar. To je najtipičniji naziv za cara, a nastao je još za republike iz naziva, koji je podjeljivan onom vojskovođi koji je izvojevao pobjedu nad vanjskim neprijateljem, i nakon "aklamacije" (izvikivanja) na bojnom polju, taj bi mu naziv potvrdio Senat. Ovu povremenu podjelu naziva "imperator" pojedinim vojskovođama podijelio je rimski senat nakon bitke kod Munde (45. pr. Kr.). kao doživotni počasni naslov Juliju Cezaru s time, da ga može prenijeti i na svoje nasljednike. Od Cezarovog posinka Oktavijana pa do Nerona, nose taj naslov svi članovi carske Julijevsko-Klaudijevske dinastije. Nakon Nerona nose ga i svi daljnji carevi kao "predime" (praenomen). Samo pojedini od njih navode u svom naslovu taj naziv dva puta, i u tom slučaju onaj drugi označuje starinsku "aklamaciju" vojske na bojnom polju.
CAES(ar)
Izvorno je to bio pridjevak ("prezime") obitelji (gens) Julia, kojoj je pripadao i veliki Cezar, a koji ga je adopcijom prenio na svog posinka Oktavija (Oktavijana), s kojega je prešao na sve članove Julijevsko-Klaudijevske dinastije. Kod Julijevaca ono nadomješta ime Julius, a kod Klaudijevaca dodano je nakon obiteljskog imena Claudius kao prezime. Nakon Nerona dolazi na novcima redovito iza naziva imperator, a od Hadrijana pored redovitog naslova u titulaturi cara daje se kao jedini naslov prijestolonasljedniku (u tom slučaju uvijek na kraju naslova). Na novcima se taj naziv u tom smislu javlja prvi put s Elijem (138) Hadrijanovim prijestolonasljednikom, a završava s Julijanom Apostatom (363.) nasljednikom cara Konstancija II.
Od Gete (211. poslije Krista) na dalje javlja se pred njim i oznaka "nobilissimus" (najplemenitiji, najugledniji). Dok je do Dioklecijana uz cara postojao samo jedan cezar, on je uz svog suvladara cara Maksimijana postavio dva cezara i tako formirao "tetrarhiju" (vlada četvorice). Najveći broj cezara imenovao je Konstantin I. Veliki, i to četiri svoja sina i nećaka Delmacija. Iz imena cezar nastala je slavenska riječ car (kod Rusa i Bugara ona ujedno znači i kralj), a kod Nijemaca riječ Kaiser.
P(ontifex) M(aximus) 
doslovno: vrhovni graditelj mostova. u Rimu naziv predsjednika vrhovnog kolegija svećenika, dakle vrhovni svećenik. Augustu je povjerena ta služba nakon smrti njegovog suvladara trijumvira Lepida (10. pr. Kr.). Od Nerve (96. – 98. poslije Krista) javlja se taj naziv odmah nakon carevog imena u natpisu na novcu. Taj naslov nosi normalno samo jedan car, pa je zato slučaj imenovanja dvojice vrhovnih svećenika u isto vrijeme (238. godine za careva Pupijena i Balbina) potpuno besmislen. Na novcima taj naslov nestaje potpuno za Konstantina I. Velikog (nakon pobjede kršćanstva), a Gracijan (368.—383.) ga potpuno uklanja iz carskog naslova.
TR(ibunicia) P ili POT(estate) znači: tribunskom vlašću. Vlast pučkog tribuna podijelio je Senat Augustu 23. pr. Kr. Obnavlja se svake godine, a na novcima se to naznačuje dodavanjem jednog broja početnom broju (I.). Taj broj godina tribunata vrlo je važan u rimskoj carskoj numizmatici radi utvrđivanja godina kovanja novca, kao i trajanje vladanja pojedinog cara uračunavajući dakako i one tribunate koji su neki od njih stekli još kao cezari. Tako je tribunska vlast Marka Aurelija počela teći još u eri njegove cezarske vlasti, a nastavila se kada je postao carem. 
Tribunska vlast započinjala je svake godine najčešće 10. prosinca i trajala je do 9. prosinca sljedeće godine. Precizno označivanje tribunske vlasti svake godine javlja se na novcima tek od g. 148. poslije Krista.
COS - kratica za Consul. Konzuli (dvojica) su bili najviši državni službenici rimske republike. Glavna karakteristika konzulata bila je upravo kolegijat (uvijek dvojica) i anuitet (promjena osoba svake godine). Konzulsku čast i službu vršili su dosta često i carevi, osobito oni koji su dugo vladali. Hadrijan je za svoga dugog vladanja bio tri puta konzul, pa oznake njegovih konzulata nisu mjerodavne u datiranju novca, jer su njegovi novci s oznakom COS III. mogli biti kovani u raznim godinama. Pored cara u konzulatu je vršio dužnost i drugi konzul iz redova senatora. U ovom dvojstvu lijepo je simbolizirana povezanost vladara i senata. Novoimenovani konzuli nastupili su konzulsku vlast 1. siječnja u godini. Tokom godine moglo je doći i do promjene nastale zbog smrti ili uklanjanja već imenovanih konzula. Ponavljanje nastupa konzulata istih osoba (careva ili cezara) označivalo se na novcu rimskim brojevima: COS II., COS III itd.
Poslije Dioklecijanovog nastupa oznake konzulata na novcima postaju sve rjeđe, a od smrti Konstantina I. Velikog one praktički nestaju s novca, s iznimkom kod Teodozija II. (408. – 450.).
CEN(sor) P(erpetuus). Cenzor je u rimskoj republici izvorno bio glavar općinskog proračuna i procjenitelj imetka rimskih građana. Kasnije se je ta služba pretvorila u nadzor nad moralnom disciplinom rimskog naroda. Od Augusta dalje preuzeli su carevi tu funkciju, no osim Flavijevaca (Vespazijan i njegovi sinovi, osobito Domicijan, koji si je dao podijeliti doživotno cenzorstvo "perpetuus") nisu je mnogo isticali. Poslije Domicijanove smrti (96 poslije Krista) taj se naslov više ne pojavljuje na novcu, iako je tu službu pokušao obnoviti Panonac Decije (249 poslije Krista).
P(ater) P(atriae) - otac domovine. Počasni naslov podjeljivan rimskim građanima za izvanredne zasluge prema domovini. Caru Augustu podijeljen je g. 2. pr. Kr. Od tada pa do Dioklecijana (284 posije Krista) nosili su ga redovito svi rimski carevi. Od Dioklecijanova vladanja dalje javlja se vrlo rijetko.
Pored ovdje nabrojenih redovitih naslova rimskih careva iz razdoblja od 31 pr. Kr. do 284. poslije Krista javljaju se nakon druge polovice III st. poslije Krista najprije rijetko a zatim sve češće novi naslovi, koji će nakon smrti Konstantina I. Velikog zamijeniti na rimskim novcima sve nabrojene titule osim "augustusa" koji ostaje stalno u titulaturi rimskog carstva na svakom carskom novcu do propasti Zapadnog, a na bizantinskim do potpune helenizacije bizantinskog novca.
Najznačajnije titulature na novcima iz razdoblja od 337. – 476. poslije Krista (za zapadno carstvo) jesu:
D(ominus) N(oster) - "gospodar naš". Ova titula, tako strana mentalitetu starog Rima, javlja se pod utjecajem Istoka u formulaciji DEUS ET DOMINUS na rijetkim novcima careva Aurelijana, Proba i Kara. Kao DN javlja se tek nakon Dioklecijanove abdikacije (305. poslije Krista) najprije sporadično, a nakon smrti Konstantina I. Velikog stalno. Njom je najbolje označeno razdoblje "dominata", koje je u povijesti rimskog carstva zamijenilo razdoblje "principata". Na svim novcima kasnorimskih careva ovu kraticu (DN) slijedi carevo ime, a za njim redovito dolazi kratica P.P. ili P.P. AUG
F(elix), pius-pobožni, felix-sretni, odnosno sretno vladajući car. Titula PIUS javlja se na rimskom novcu prvi put za cara Antonina Pija (138. – 161.), kome je Senat podijelio taj naslov, a FELIX za Komoda (180. – 192). Karakala (na novcu "Antoninus") nosi ga prvi put ovu titulaturu povezano. Kasnije se sve češće javlja u tora redoslijedu, te postaje ekskluzivnom titulaturom za sinove cara Konstantina I. Velikog. U neskraćenom obliku javlja se na novcu vrlo rijetko.
P(er) P(etuus) - vječni, vjekoviti. Javlja se prvi put na novcima cara Konstancija II. (337. – 361.), ali već rijetko na rimskom novcu IV st. poslije Krista. Podjelom carstva 395. poslije Krista postaje skoro isključiva titula na istočnorimskom novcu, dok zapadnorimski novac zadržava uglavnom kraticu P.F.

## Carski portreti na novcu
Na aversu rimskih carskih novaca nalaze se, skoro bez iznimke glave odnosno poprsja vladara ili članova njegove obitelji, ponajviše žena, a zatim sinova i kćeri te ostalih bližih rođaka. Umjetnost izrade portreta na novcima razvila se u carsko doba do savršenstva, pa se rimski novci po kvaliteti izrade mogu usporediti s najboljim radovima portretistike na grčkim novcima iz helenističkog razdoblja kao i s novcima renesanse. Izražajna vjernost ovih portreta najviše se ističe, kad ih usporedimo s portretnim bistama careva i članova carskih obitelji. S druge strane treba istaknuti da je upravo prema portretima na novcima u mnogo slučajeva utvrđena pripadnost pojedinih skulptura carskih glava.
Kod mnogih careva može se lijepo pratiti razvoj fizionomije od djetinjstva do zrele muške dobi već od Nerona pa kasnijih Antonina (Marko Aurelije, Komod) pa sve do zadnjih izdanaka dinastije Septimija Severa (Elagabal, Aleksandar Sever). Kod kasnijih careva to naravno nije slučaj, jer su skoro bez iznimke vladali kratko.
U razdoblju I i II tetrarhije (293. – 314.) portreti careva začudno se šabloniziraju tako, da se neupućenom početniku čini da su svi jednaki. Ta čudna pojava izjednačivanja fizionomija i tvrdoća izražaja nije toliko rezultat propadanja portretne umjetnosti nego, prema tvrdnjama nekih stručnjaka, programom određene stilizacije, kojom je trebalo simbolizirati jednodušnost članova tetrarhije! Od samovlade Konstantina I. Velikog (324. poslije Krista) nadalje portreti na novcima careva dobivaju ponovno individualne karakteristike, koji će s propadanjem portretne umjetnosti već u doba njegovih sinova nasljednika doživljavati polaganu ali stalnu dalju dekadansu. No uza sve to uvježbano oko iskusnijeg numizmatičara lako će po portretu cara na novcu i ne čitajući njegovo ime u natpisu utvrditi pripadnost novca pojedinom caru sve do smrti Teodozija I. (395. poslije Krista). Zbog barbariziranja likovnog prikazivanja portretna vjernost na pojedinim zapadnorimskim novcima sve se više šablonizira, što se osobito odražava i na novcima istočnorimskih careva (ponajviše solidima i triensima) od Teodozija II. (4O8-450) do Anastazija I. (481. – 518.).
Dvije ili više glava javljaju se vrlo rijetko na aversu rimskih carskih novaca. Postavljene su uvijek jedna pored druge tako, da je glava cara potpuno vidljiva, dok druga glava (obično je to glava nekog božanstva koje je car naročito štovao) viri iza careve. Tu seriju otvaraju medaljoni cara Komoda uz glavu kojega se vidi ženska glava u kacigi. Stariji istraživači su smatrali da je na tom novcu prikazana glava Marcije, Komodove ljubavnice. Danas se u numizmatici jednodušno smatra da je to glava Minerve, careve zaštitnice. U III st. prikazane je na isti način uz glavu galskog cara Postuma glava Herakla kojega je osobito obožavao. U tom prikazivanju slijede ga i ostali galski carevi. Krajem III st. pojavljuje se kao unikum u rimskoj numizmatici novac s glavama triju careva na aversu. To je znameniti antoninijan cara Karauzija (287. – 293.) na kojem su pored njegove glave prikazane i glave zakonitih careva Dioklecijana i Maksimijana s propagandnim natpisom: CARAVSIVS ET FRATRES SVI. (Karauzije i njegova braća!). Porad takvih novaca javljaju se osobito u III st. još na aversima poprsja cara, carice i sinova prikazana redovito sučelice jedno drugom i to ponajčešće na medaljonima.
Od Augusta đo Konatantina Velikog carske glave ovjenčane su lovor vijencem ili zrakastom krunom, a od Konstantina do Romula Augustula, odnosno Anastazija nose diadem ili kacigu. Lovor-vijenac naslijeđen kao znak pobjedničkog imperatora iz republikanskog vremena, bio je stalni atribut svakog cara do u prvu četvrt III st. poslije Krista. Cezari ne nose na glavama nikakvih znakova vlasti na redovitim novčanim jadinicama. No na dvostrukim novcima i carevi i cezari nose na glavama zrakastu krunu, izvorno znak božanstva sunca. Od Augusta ova kruna je bila simbol uvrštenja među bogove (deifikacije) dok od Nerona pa đo uključivo Konstantina I. Velikog ona na novcu označuje da dotični komad predstavlja dvostruku vrijednost jedinice. Tako je vidimo na svim binionima (dvostrukim aureima), antoninijanima (dvostrukim denarima, dvostrukom sesterciju i dupondiju (dvostrukom asu). 
S lovorovog vijenca vise vrpce i to redovito jednosmjerno. U razdoblju od Konstantina I. Velikog kao samovladara do kraja carstva na najvećem broju novaca vide se na glavama careva diademi, koji se sastoje od niza bisera skopčanih na vrhu kopčom od dragulja. Rjeđi je diadem na kojem se biseri izmjenjuju aa pločicama od dragulja. Kao kod lovor vijenca i s diadema vise vrpce na kraju kojih su pričvršćene kuglice. Kaciga na vladarskoj glavi javlja se na rimskom carskom novcu od vremena kada su započele obrambene borbe Rima protiv nasrtaja barbara na granice carstva. Najstariji do sada poznat prikaz careve glave s kacigom poznat je na novcu cara Galijena (253. – 268.). Za vladanja ovog cara javljaju se na antoninijanima i carske krune pričvršćene na kacigu. Ta naobična kombinacija nestaje ukinućem bakrenog antoninijana.
Glave careva prikazane su na novcima do linije na kraju vrata ili do prsiju. Poprsja su u najvećem broju slučajeva odjevena. Neodjevena poprsja dosta su rijetka, te se u herojskoj golotinji javljaju skoro isključivo samo na novcima prvih careva. Na njima koji put visi na ramenu pričvršćen plašt. Odjevena poprsja dolaze u najrazličitijim kombinacijama. Najčešće su u kožnatom ili ljuskavom oklopu, kojega pokriva plašt (paludamentum) na ramenu pričvršćen kopčom u obliku dugmeta. Rjeđi su prikazi oklopa bez plašta. Oni su osobito česti na novcima velikih ratničkih careva iz Ilirika. Neka poprsja imaju oklope od ljuske na kojima se u sredini nalazi sitna glava Gorgone. Takav oklop naziva se i egidom (aegis), a izvorno se nalazio samo na poprsjima Jupitera i Minerve.
Poprsja cezara (prijestolonasljednika) prikazana su na novcima samo ogrnuta plaštom (paludamentum). Rjeđa su poprsja na kojima je vladar prikazan u ruhu Herkula. Ono se je sastojalo od lavlje kože koja je pokrivala poprsje, a bila je spojena lavljim nogama. Na glavi se u takvom slučaju nalazila lavlja kukuljica, tako da je carevo lice bilo orubljeno lavljim raljama. Lavlje ruho popularizirao je na carskom novcu "rimski Herkul" Komod. Ono se javlja na pojedinim novcima do u vrijeme cara Maksimijana Herkula (286. – 305).
U III st. poslije Krista pojavljuje se osobito na medaljonima poprsje cara odjeveno u raskošno vezeno ruho zvano trabea, kakvo su nosili konzuli prigodom nastupa konzulata. U ovom ruhu car drži u ruci tzv. mappu (svitak) ili žezlo s orlom na vrhu. Poprsju vladara u oklopu s kaciga na glavi pridružuje se već od Galijena, a osobito od Proba (276. – 282.) i koplje koje vladar drži koso položeno na ramenu, dok drugom rukom drži štit od kojega se na novcu vidi gornja polovica. 
Od Konstantina I. Velikog ovo poprsje je okrenuto prema gledaocu. Kaciga je obložena diademom, a vladar koji put mjesto koplja drži kuglu na kojoj se nalazi orao ili križ. Za Konstantinovog sina Konstancija II (337-361) ovo poprsje dobiva definitivnu stilizaciju u ponovnoj pojavi koplja koje vladar drži koso položeno iza glava dok mu desnu stranu prsiju pokriva dio štita. Ovakvo poprsje pojavit će se ponovno na solidima Honorija i Teodozija II (408. – 450) (kod drugog isključivo samo ovog tipa), te će takvo ostati stalno na svim solidima istočnorimskih careva sve do uključivo Justinijana I. (527. – 565. poslije Krista) kao i na solidima zapadnorimskih careva Antemija, Julija Nepota i Romula Augustula (267. – 272., odnosno 274. – 276.).

## Carske brade na novcu
Do Hadrijana (117. – 138.) svi su carevi i članovi carske kuće prikazani na novcima golobradi. Ovaj veliki prijatelj helenstva nosi kraću bradu koja se kod njegovih nasljednika postepeno produljuje dostigavši sa Septimijem Severom najveću duljinu. U III st. poslije Krista ona se kod nekih careva smanjuje, a neki je uopće ne nose. S ratnikom Klaudijem II. ulazi u modu na novcu kratka vojnička brada koju nose svi daljnji carevi do Licinija (307. – 324.). Od Konstantina I. Velikog (306-337) koji na novcima druge tetrarhije nosi koji put kratku bradicu nestaje s njegova lica brada na početku njegove samovlade (324). Od tada pa do pada Zapadnog rimskog carstva (476. poslije Krista) na novcima i zapadnih i istočnorimskih careva nema bradatih lica kod zakonitih vladara, izuzevši karakteristične filozofske brade cara Julijana Apostate (361. – 363.) Čudna je činjenica da bradu u tom razdoblju nose još samo protucarevi, najvećim dijelom utvrđeni pogani: Vetranio, Prokopije, Eugenije, Maksim i Ivan. Kao kuriozum treba napomenuti kratku bradicu koju vidimo na licu cara Honorija, a koju je pustio u znak žalosti sa svojim umrlim bratom Arkadijem (408.).
Frizure carica daju radi svoje različitosti poseban čar i individualnost portretima na novcu. Od starorimski stroge fizionomije Augustove žene Livije pa preko čitavog niza portreta carica na novcu kroz skoro četiri stoljeća javlja se na kraju IV st. poslije Krista posljednji još djelomično individualni portret Flacile, žene Teođozija I. Poslije nje nižu se na novcima zapadnih i istočnorimskih carica šablonizirani portreti sa standardiziranim frizurama do kraja V st.
Vidi i Likovna obrada reversa